# 뒤셀도르프 슈타트반

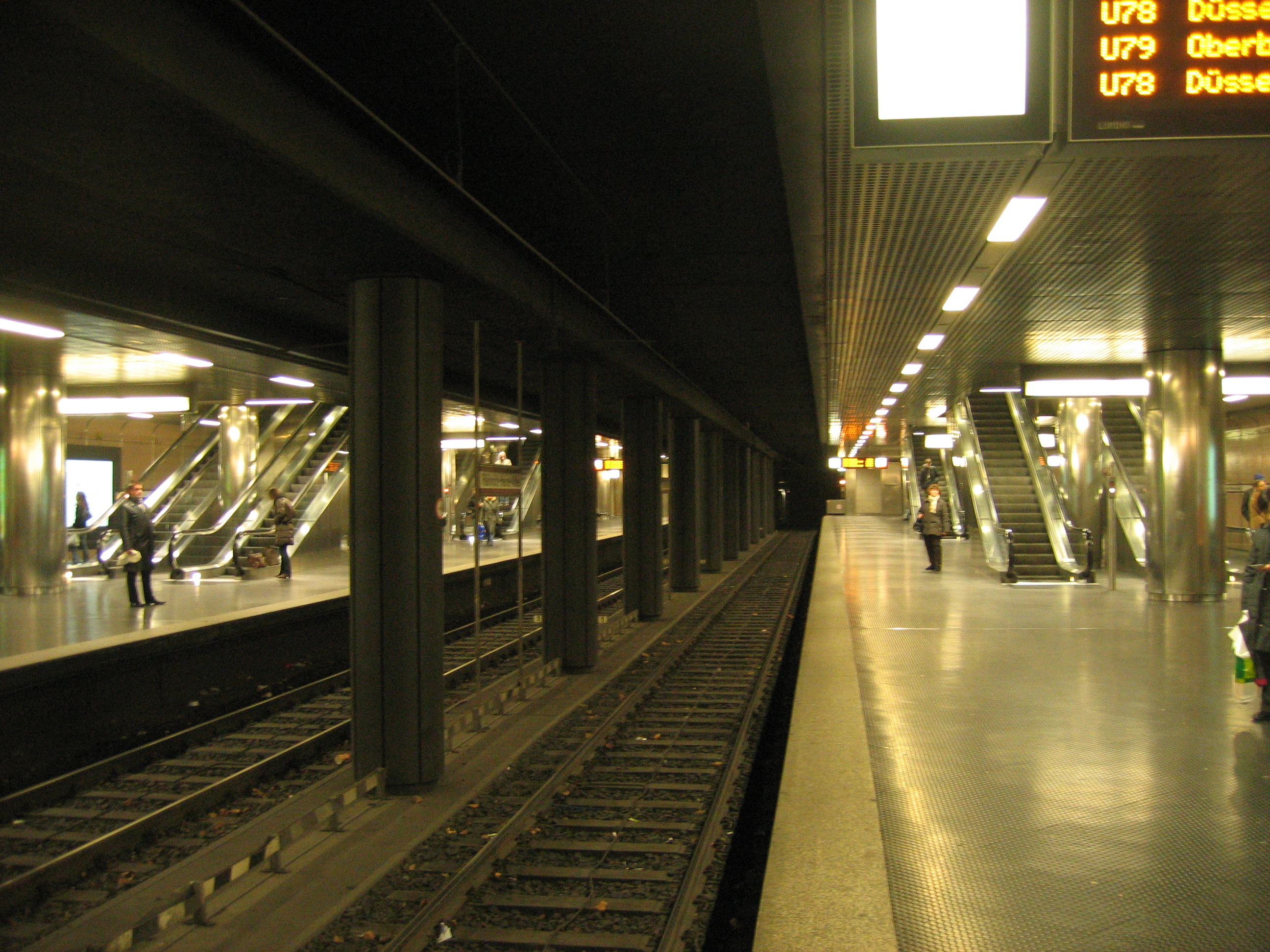
하인리히-하이네-알레 지하역

뒤셀도르프 슈타트반(독일어: Stadtbahn Düsseldorf)은 독일 뒤셀도르프의 도시 철도로 라인-루르 S반, 뒤셀도르프 노면전차와 함께 뒤셀도르프 대중교통의 중추이며, 라인-루르 슈타트반(Rhine-Ruhr Stadtbahn) 네트워크에 속해있다. 슈타트반은 공식적으로 1988년 8월 6일에 개통했으며, 라인반 AG(Rheinbahn AG)에서 운영한다. 2016년 기준, 슈타트반 네트워크는 총 7개의 노선이 있으며, 총 68.5 킬로미터 (42.6 mi)의 길이, 161개의 역이 있고, 이중 22개는 지하역이다.(뒤셀도르프:16, 뒤스부르크:6 (U79호선))

## 노선 목록
회색으로 표시된 노선은 계획중인 노선이다.(U80), U70은 출퇴근에만 운행하는 급행선이다.
| 노선 | 경로 | 개통년도 | 길이 (km) | 역수 (지하역수) |
| ---- | --- | -------- | --------- | --------------- |
| U70  | 급행선: 크레펠트, 라인슈트라세 ~ 하인리히-하이네-알레 ~ 슈타인슈트라세/쾨니크잘레 ~ 오스트슈트라세 ~ 뒤셀도르프 중앙역           | 1988     | 22.4      | 17 (5)          |
| U71  | 게르레스하임, 크란켄하우스 ~ 베르한 (S) ~ 하인리히-하이네-알레 ~ 빌크 (S) ~ 우니베르지테트                                       | 2016     | 10.5      | 23 (6)          |
| U72  | 라팅엔, 미테 ~ 베르한 (S) ~ 하인리히-하이네-알레 ~ 빌크 (S) ~ 폴메르스베르트                                                     | 2016     | 15.4      | 32 (6)          |
| U73  | D-게르레스하임 (S) ~ 베르한 (S) ~ 하인리히-하이네-알레 ~ 빌크 (S) ~ 벤라트, 베트리에브스호프                                     | 2016     | 20.3      | 42 (6)          |
| U74  | 메르부슈, 괴르게샤이데 ~ 하인리히-하이네-알레 ~ 슈타인슈트라세/쾨니크잘레 ~ 오스트슈트라세 ~ 홀타우센 ~ 벤라트, 베트리에브스호프 | 1994     | 21.1      | 31 (8)          |
| U75  | 노이스 중앙역 ~ 하인리히-하이네-알레 ~ 슈타인슈트라세/쾨니크잘레 ~ 오스트슈트라세 ~ 엘러, 펜하우저 알레                          | 1993     | 15.6      | 28 (7)          |
| U76  | 크레펠트, 라인슈트라세 ~ 하인리히-하이네-알레 ~ 슈타인슈트라세/쾨니크잘레 ~ 오스트슈트라세 ~ 무역센터/모스카우어 슈트라세        | 1988     | 23.0      | 28 (6)          |
| U77  | 암세슈테른 ~ 하인리히-하이네-알레 ~ 슈타인슈트라세/쾨니크잘레 ~ 오스트슈트라세 ~ 홀타우센                                        | 1994     | 11.6      | 22 (8)          |
| U78  | 뒤셀도르프 중앙역 ~ 에스프리 아레나/메세 노르트                                                                                  | 1988     | 7.6       | 15 (8)          |
| U79  | 우니베르지테트 오스트/식물원 ~ 뒤스부르크-마이데리히                                                                             | 1988     | 38.1      | 45 (21)         |
| U80  | 뒤셀도르프 중앙역 ~ 에스프리 아레나/메세 노르트                                                                                  | 계획중   | 7.6       | 12 (8)          |
| U83  | 게르레스하임-크란켄하우스 ~ 베르한 (S) ~ 하인리히-하이네-알레 ~ 빌크 (S) ~ 벤라트, 베트리에브스호프                              | 2016     | ?         | 35 (6)          |

## 향후 연장계획

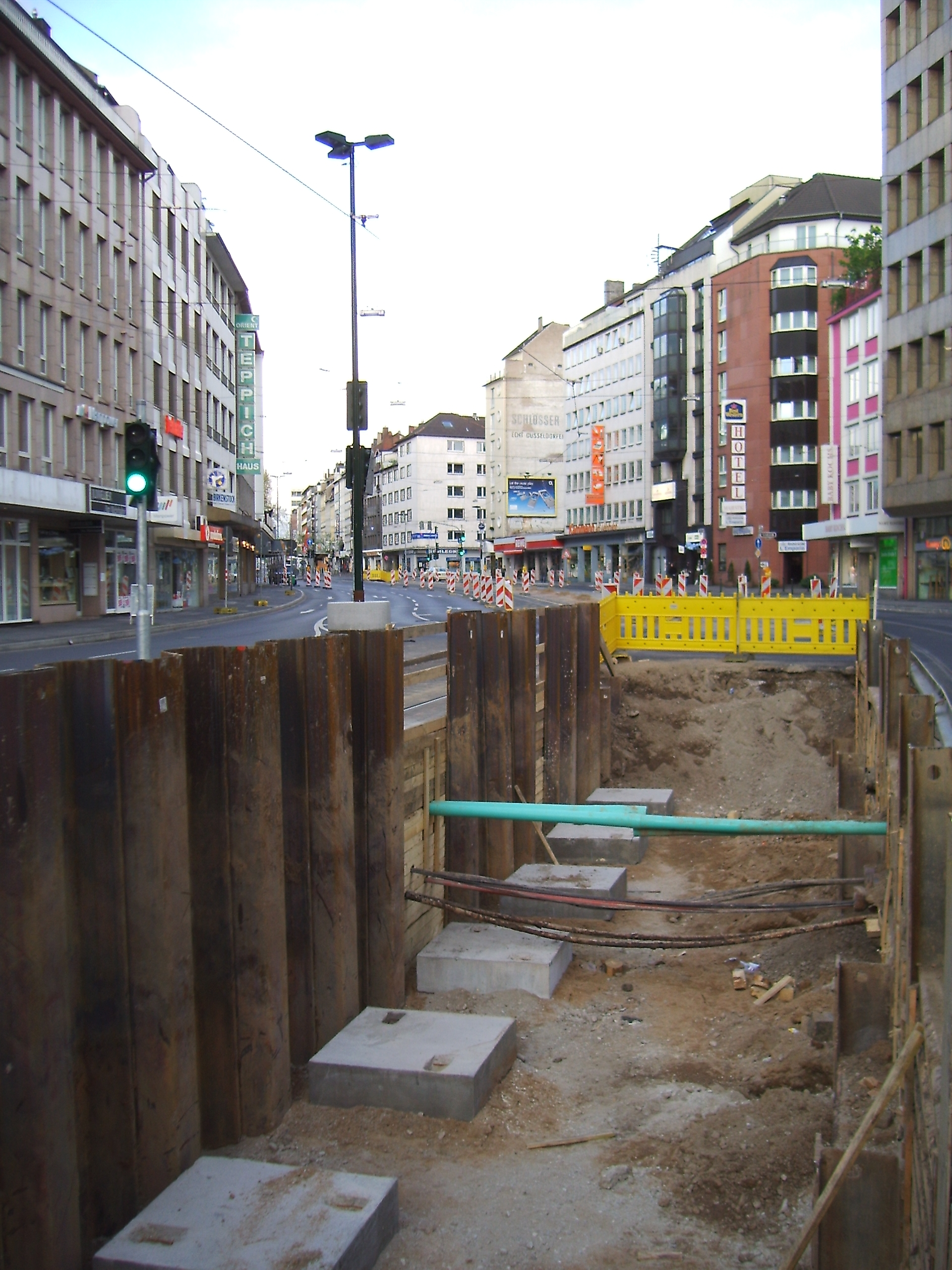
신규 베르한 선(Wehrhahn-Linie)을 위해 파놓은 도랑; 2008년 촬영

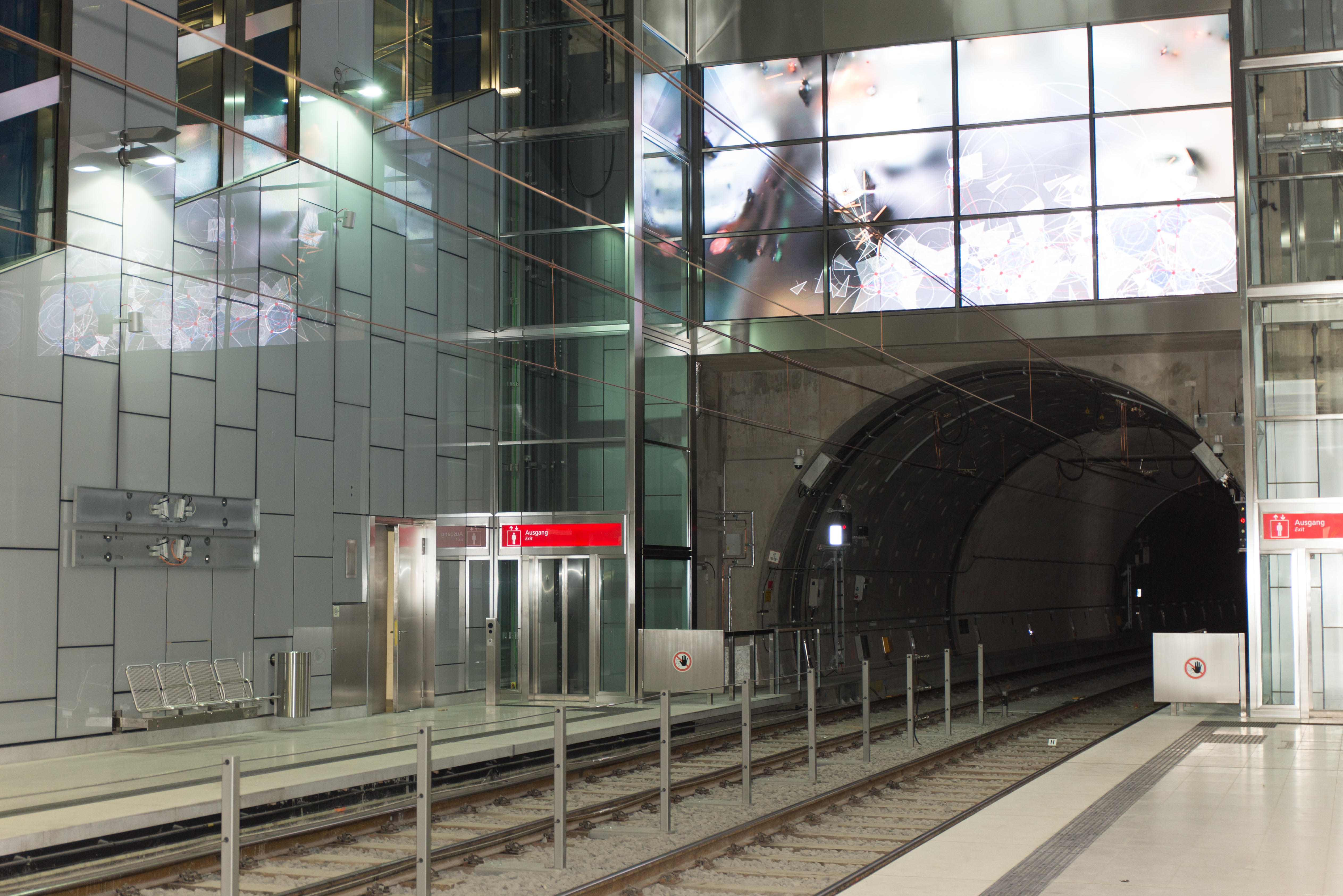
샤도슈트라세(Schadowstraße) 역의 신규 베르한 선

현재 진행중인 연장 작업은 없으나, 공항행 신규 노선(U81) 계획이 시작되었다.

## 철도 차량
뒤셀도르프 슈타트반에는 총 135개의 열차 편성이 있다. 103대의 6축 관절형 전차 편성 (B80)과 32대의 8축 관절형 전차 편성이 있다.
| 운영사             | (사진)유형 | 제조년도  | 차량 번호 | 디자인 | 출입문 유형 | 행선표시                   |
| ------------------ | ---------- | --------- | --------- | ------ | ----------- | -------------------------- |
| 라인반 (Rheinbahn) | GT8SU      | 1975      | 3101–3104 | 고상   | 접이식      | 롤지                       |
| 라인반 (Rheinbahn) | GT8SU      | 1973–1974 | 3201–3236 | 고상   | 접이식      | 롤지                       |
| 라인반 (Rheinbahn) | NF8U       | 2006–2007 | 3301–3315 | 저상   | 미닫이      | LED 디스플레이             |
| 라인반 (Rheinbahn) | NF8U       | 2010–2012 | 3316–3376 | 저상   | 미닫이      | LED 디스플레이             |
| 라인반 (Rheinbahn) | B80D       | 1981      | 4001–4012 | 고상   | 접이식      | LED (녹색) (개조전은 롤지) |
| 라인반 (Rheinbahn) | B80D       | 1988      | 4101–4104 | 고상   | 접이식      | LED (녹색) (개조전은 롤지) |
| 라인반 (Rheinbahn) | B80D       | 1985–1993 | 4201–4288 | 고상   | 접이식      | LED (녹색) (개조전은 롤지) |
| DVG                | B80C       | 1984      | 4701–4714 | 고상   | 접이식      | LED (녹색) (개조전은 롤지) |
| DVG                | B80C       | 1984      | 4715–4718 | 고상   | 접이식      | LED (녹색) (개조전은 롤지) |

뒤스부르크 교통협회(DVG)의 차량은 U79호선에서 운행된다. 슈타트반바겐 B형을 시험하기 위해 뒤셀도르프에 있는 EVAG의 차량 5027호 (현재 5128호)가 일시적으로 사용되었다.
2015년 3월 19일 쾰른 교통회사와 라인반은 일반적인 고상 차량 유형의 인도 명령을 수여했다. 라인반은 2017년부터 2020년까지 42대의 차량을 추가로 주문하였으며, 16가지 옵션을 추가로 제공하였다. 길이 28m, 폭 2.65m의 차량으로 라인반 HF6 (6축 고상 차량)으로 부른다.

## 같이 보기
- 뒤셀도르프 노면전차
- 라인-루르 S반
- 라인-루르 슈타트반

### 인용문
1. 1 2 3 4 5 6 7 8  “Zahlenübersicht Stand 31. Dezember 2012” [Figures Summary as of December 31, 2012] (PDF) (독일어). Rheinbahn. 2012년 12월 31일. 7쪽. 2013년 10월 19일에 확인함.
2. ↑  Rheinbahn AG (2016년 4월 8일). “Details”. 《www.rheinbahn.de》.
3. ↑  “Bombardier erhält Auftrag für die Lieferung von FLEXITY Stadtbahnwagen für Düsseldorf und Köln - Bombardier”. 《de.bombardier.com》. 2016년 4월 8일. 2015년 3월 19일에 원본 문서에서 보존된 문서. 2018년 6월 1일에 확인함.

### 문헌
- Dieter Höltge: Straßen- und Stadtbahnen in Deutschland Band 4: Ruhrgebiet von Dortmund bis Duisburg, EK-Verlag, 1994, ISBN 3-88255-334-0.
- Landeshauptstadt Düsseldorf Amt für Verkehrsmanagement: Nahverkehrsplan 2002–2007. Veröffentlichung, Düsseldorf 2003
- Hans G. Nolden: Die Düsseldorfer Straßenbahn. GeraMond Verlag, München 1998, ISBN 3-932785-02-9.
- Axel Schild, Dieter Waltking: Die Rheinbahn Stadtverkehr in und um Düsseldorf. alba, Düsseldorf 1996, ISBN 3-87094-355-6.
- Richard Jacobi, Dieter Zeh: Die Geschichte der Düsseldorfer Straßenbahn Von der Pferdetram zur Stadtbahn. EK-Verlag, Freiburg 1995, ISBN 3-88255-401-0.
- Friedhelm Blennemann: U-Bahnen und Stadtbahnen in Deutschland Planung Bau Betrieb. alba, Düsseldorf 1975, ISBN 3-87094-304-1.
- Fritz D. Kegel: U-Bahnen in Deutschland Planung Bau Betrieb. alba, Düsseldorf 1971.
- Robert Schwandl: Schnellbahnen in Deutschland. Robert Schwandl Verlag, Berlin 2007, ISBN 978-3-936573-18-3.